# Escudo de Villacarriedo
El escudo de Villacarriedo es uno de los símbolos del municipio español de Villacarriedo en Cantabria, junto a su bandera. Dicho escudo queda organizado de la manera siguiente: escudo partido: 1.º de gules, la estrella de oro; 2.º de oro, un libro cerrado de azur; en punta, de sinople, trompeta de oro. Va timbrado con la corona real española.
El escudo fue adoptado por el Ayuntamiento siendo autorizado por el Consejo de Gobierno de Cantabria el día 6 de octubre de 1984, previo informe favorable emitido por la Real Academia de la Historia.